# Zwierzynek (Węgorzyno)
Zwierzynek (deutsch Schwerin) ist ein Dorf in der Woiwodschaft Westpommern in Polen. Es gehört zur Gmina Węgorzyno (Stadt- und Landgemeinde Wangerin) im Powiat Łobeski (Labeser Kreis).

## Geographische Lage
Das Dorf liegt in Hinterpommern, knapp 60 km östlich von Stettin und etwa 15 km westlich der Kreisstadt Łobez (Labes).
Durch das Dorf fließt das Flüsschen Ückeley. Der Wothschwiensee erstreckt sich im Süden und Westen in etwa 3 km Entfernung.
Die nächsten Nachbarorte sind im Norden Mieszewo (Meesow) und im Süden Mielno (Mellen).

## Geschichte
Schwerin war ein altes Lehen der uradligen Familie Wedel. Es wurde erstmals in einer Urkunde aus dem Jahre 1346 genannt, nach der sich Wedego von Wedel mit dem Camminer Domkapitel über den Zehnten, den das Domkapitel in vier Wedelschen Gütern erhob, verglich. Zu den späteren Besitzern gehörte der Landrat Lupold von Wedel.
Im Jahre 1781 erhielt der Gutsherr von Schwerin, Landrat Sebastian Georg von Wedel, vom preußischen König 5.800 Reichstaler Meliorationsgelder zum Zinssatz von 1 Prozent. Mit diesen Geldern errichtete er für sein Gut zunächst im Nordosten des Gutsbezirks an der Stelle des im 17. Jahrhundert aufgegebenen Dorfes Elmershagen ein Vorwerk und einige Jahre später im Westen des Gutsbezirks das Vorwerk Schwerinshof. Als er in wirtschaftliche Schwierigkeiten geriet, gab der Volksmund seinen drei Besitzungen die Namen „Kreuz, Jammer und Elend“. An dem Vorwerk Elmershagen blieb der Name „Kreuz“, auch niederdeutsch „Krütz“, haften, so dass es seitdem Kreutz hieß.
Im Jahre 1827 übernahm Henriette von Pfuel, eine geborene von Wedel und wohlhabende Witwe des 1826 verstorbenen preußischen Generals Karl Ludwig von Pfuel, das abgewirtschaftete Gut Schwerin von ihrem jüngeren Bruder. Henriette von Pfuel entwickelte das Gut Schwerin zu einem leistungsstarken Betrieb. In die Reihe ihrer Maßnahmen gehörte die Anlage eines kleinen Vorwerks, etwa 500 Meter vom Vorwerk Kreutz entfernt, das den alten Ortsnamen Elmershagen erhielt. Das Vorwerk Elmershagen wurde um 1900 aufgegeben, aber noch bis 1945 als Wohnplatz geführt. Nach ihrem Tod kam das Gut Schwerin 1843 an ihre Tochter und deren Ehemann, wurde aber im Jahre 1848 wieder durch einen Angehörigen der Familie von Wedel übernommen.
Um 1860 umfasste das Rittergut Schwerin, also der Gutsbezirk, 4932 Morgen Land, 24 Wohnhäuser und 196 Einwohner. Es wurden 21 Pferde, 57 Rinder und 949 Schafe gehalten. Daneben bestand das Kirchdorf Schwerin, also die bäuerliche Landgemeinde, mit 701 Morgen Land, 25 Wohnhäusern und 106 Einwohnern. Hier wurden 18 Pferde, 44 Rinder und 198 Schafe gehalten. Die Kirche war eine Tochterkirche („Filia“) der Kirche in Silligsdorf. Später wurde der Gutsbezirk Schwerin in die Landgemeinde Schwerin eingegliedert.
1896 wurde Schwerin Bahnstation an der Schmalspurstrecke Labes–Meesow–Sallmow der Regenwalder Bahnen. Die Strecke ist heute stillgelegt.
Bis 1945 bildete Schwerin eine Landgemeinde im Kreis Regenwalde der Provinz Pommern. Die Gemeinde zählte im Jahre 1933 342 Einwohner und im Jahre 1939 303 Einwohner. Zu der Gemeinde gehörten neben Schwerin die Wohnplätze Elmershagen, Kreutz und Schwerinshof.
1945 kam Schwerin, wie ganz Hinterpommern, an Polen. Es erhielt den polnischen Ortsnamen „Zwierzynek“. Die beiden verbliebenen Vorwerke Kreutz und Schwerinshof fielen wüst.